# Erwin Vandenbergh
Erwin Vandenbergh (Ramsel, 26 de gener de 1959) fou un futbolista belga de la dècada de 1980.
Fou 48 cops internacional amb la selecció belga de futbol, amb la qual disputà la els Mundials de 1982 i 1986. Pel que fa a clubs, defensà els colors del Lierse SK, RSC Anderlecht i K.A.A. Gent. També jugà al club francès Lille OSC. L'any 1981 guanyà la Bota d'Or europea amb 39 gols en 34 partits.

## Palmarès
Anderlecht
- Lliga belga de futbol:
  - 1984-85, 1985-86
- Supercopa belga de futbol:
  - 1985, 1987
- Copa de la UEFA:
  - 1982-83